# Nawaf Al-Ahmad Al-Jaber Al Sabah
Nawaf Al-Ahmad Al-Jaber Al-Sabah, (in arabo نواف الأحمد الجابر الصباح‎?) (Al Kuwait, 25 giugno 1937 – Governatorato di Hawalli, 16 dicembre 2023), è stato un emiro kuwaitiano dal 30 settembre 2020 al 16 dicembre 2023, succeduto al fratellastro Sabah IV al-Ahmad al-Jabir Al Sabah.

## Biografia

### Infanzia e formazione
L'emiro Nawaf è nato ad Al Kuwait il 25 giugno 1937. È figlio del decimo sovrano del Kuwait, Ahmad I al-Jabir Al Sabah, e di Yamama, una delle sue diverse mogli. Ha studiato in varie scuole in Kuwait. È cresciuto nel Palazzo Dasman.
Ha studiato presso gli istituti Hamada, Sharq, An-Naqra, poi nella Scuola Orientale e infine alla Mubarakiya School, la prima scuola nella storia della Kuwait, in cui si sono formati diversi sceicchi della famiglia regnante che hanno avuto incarichi di governo nel paese, come nel caso dei suoi due fratellastri Jabir III e Sabah IV e degli sceicchi Sa'd, Jaber e Salem Al-Ali Al-Sabah

### Politica
Il 21 febbraio 1962 lo sceicco Abd Allah III lo ha nominato governatore di Hawalli. Ha mantenuto l'incarico fino al 19 marzo 1978 quando è stato nominato ministro dell'interno. Il 26 gennaio 1988 è stato nominato ministro della difesa. Il 20 aprile 1991, dopo la liberazione del Kuwait durante la guerra del Golfo, Nawaf è stato nominato ministro ad interim degli affari sociali del lavoro rimanendo in carica fino al 17 ottobre 1992. Dopo la sua nomina al gabinetto nel 1991, un gruppo di alti ufficiali militari ha inviato una lettera all'emiro Jabir III in cui si chiedeva che gli sceicchi Nawaf e Salim Sabah, rispettivamente ministro della difesa e ministro dell'interno durante l'invasione irachena del Kuwait, fossero destituiti dal governo e indagati per la mancanza di preparazione militare che il paese aveva dimostrato il giorno dell'invasione. Di conseguenza, Nawaf non ha ricevuto incarichi a livello di gabinetto fino al 2003.
Il 16 ottobre 1994 è stato nominato vice comandante della Guardia Nazionale del Kuwait e ha ricoperto tale carica fino al 2003. Lo stesso anno ha riassunto la carica di ministro dell'interno e con un decreto dell'emiro del 16 ottobre 2003 è stato promosso a primo vice primo ministro dopo essere stato vice primo ministro dal mese di luglio. Nawaf ha svolto un ruolo attivo nel sostenere i programmi a sostegno dell'unità nazionale tra il Consiglio di cooperazione del Golfo e i paesi arabi. Inoltre ha incoraggiato i giovani kuwaitiani a unirsi alle forze di polizia e al lavoro amministrativo presso il Ministero dell'Interno attuando un ampio ricambio generazionale.
Il 7 febbraio 2006, il nuovo emiro Sabah IV, suo fratellastro, asceso al trono il 29 gennaio, ha emesso un decreto con il quale designava ufficialmente Nawaf quale principe ereditario. Ciò era contrario alla tradizione della famiglia Al-Sabah secondo la quale gli uffici di Emiro e Principe ereditario dovrebbero alternarsi tra i rami Al-Jaber e Al-Salem della famiglia reale.
Sabah IV è morto il 29 settembre 2020 e Nawaf è stato proclamato suo successore durante una seduta dell'Assemblea Nazionale tenutasi il giorno successivo.

### Vita privata
L'emiro Nawaf era sposato con Sharifa bint Sulaiman Al-Jasem, figlia di Sulaiman Al-Jasem Al-Ghanim e di Ruqayyah bint Abdullah Al-Abd Al-Razzaq; la coppia ebbe quattro figli maschi, Ahmad, Faisal, Abdullah e Salem, e una figlia femmina, Sheikha.

## Albero genealogico
|                                  |   |                               | Genitori                         |  |  | Nonni |  |  | Bisnonni         |  |  | Trisnonni         |  |
|                                  |   |                               |                                  |  |  |       |  |  | Mubarak Al Sabah |  |  | Sabah II Al Sabah |  |
|                                  |   |                               |                                  |  |  |       |  |  | Mubarak Al Sabah |  |  | Sabah II Al Sabah |  |
|                                  |   | Lulwa bint Muhammad Al Thaqib |                                  |  |  |       |  |  | Mubarak Al Sabah |  |  |                   |  |
| Jabir II Al Sabah                |   |                               |                                  |  |  |       |  |  | Mubarak Al Sabah |  |  |                   |  |
|                                  |   | Shekha bint Duaij Al Sabah    | Duaij bin Jabir Al-'Ali Al Sabah |  |  |       |  |  |                  |  |  |                   |  |
|                                  |   | Shekha bint Duaij Al Sabah    | Duaij bin Jabir Al-'Ali Al Sabah |  |  |       |  |  |                  |  |  |                   |  |
|                                  |   | Shekha bint Duaij Al Sabah    | Asma bint Salman Al Sabah        |  |  |       |  |  |                  |  |  |                   |  |
| Ahmad al-Jabir Al Sabah          |   | Shekha bint Duaij Al Sabah    |                                  |  |  |       |  |  |                  |  |  |                   |  |
|                                  |   | Abdullah II Al Sabah          | Sabah II Al Sabah *              |  |  |       |  |  |                  |  |  |                   |  |
|                                  |   | Abdullah II Al Sabah          | Sabah II Al Sabah *              |  |  |       |  |  |                  |  |  |                   |  |
|                                  |   | Abdullah II Al Sabah          | Fatma bint Salim Al Jarrah       |  |  |       |  |  |                  |  |  |                   |  |
| Shekha bint Abdullah II Al Sabah |   | Abdullah II Al Sabah          |                                  |  |  |       |  |  |                  |  |  |                   |  |
|                                  |   | Latifa bint Jasim             | Jasim bin Sulaiman               |  |  |       |  |  |                  |  |  |                   |  |
|                                  |   | Latifa bint Jasim             | Jasim bin Sulaiman               |  |  |       |  |  |                  |  |  |                   |  |
|                                  |   | Latifa bint Jasim             | …                                |  |  |       |  |  |                  |  |  |                   |  |
| Nawaf al-Ahmad al-Jaber Al Sabah |   | Latifa bint Jasim             |                                  |  |  |       |  |  |                  |  |  |                   |  |
|                                  | … | …                             |                                  |  |  |       |  |  |                  |  |  |                   |  |
|                                  | … | …                             |                                  |  |  |       |  |  |                  |  |  |                   |  |
|                                  | … | …                             |                                  |  |  |       |  |  |                  |  |  |                   |  |
| …                                | … |                               |                                  |  |  |       |  |  |                  |  |  |                   |  |
|                                  |   | …                             | …                                |  |  |       |  |  |                  |  |  |                   |  |
|                                  |   | …                             | …                                |  |  |       |  |  |                  |  |  |                   |  |
|                                  |   | …                             | …                                |  |  |       |  |  |                  |  |  |                   |  |
| Yamama                           |   | …                             |                                  |  |  |       |  |  |                  |  |  |                   |  |
|                                  |   | …                             | …                                |  |  |       |  |  |                  |  |  |                   |  |
|                                  |   | …                             | …                                |  |  |       |  |  |                  |  |  |                   |  |
|                                  |   | …                             | …                                |  |  |       |  |  |                  |  |  |                   |  |
| …                                |   | …                             |                                  |  |  |       |  |  |                  |  |  |                   |  |
|                                  |   | …                             | …                                |  |  |       |  |  |                  |  |  |                   |  |
|                                  |   | …                             | …                                |  |  |       |  |  |                  |  |  |                   |  |
|                                  |   | …                             | …                                |  |  |       |  |  |                  |  |  |                   |  |
|                                  |   | …                             |                                  |  |  |       |  |  |                  |  |  |                   |  |